# Joanna Johnston
Joanna Johnston ist eine britische Kostümbildnerin, die 2013 und 2017 für einen Oscar nominiert wurde.

## Leben

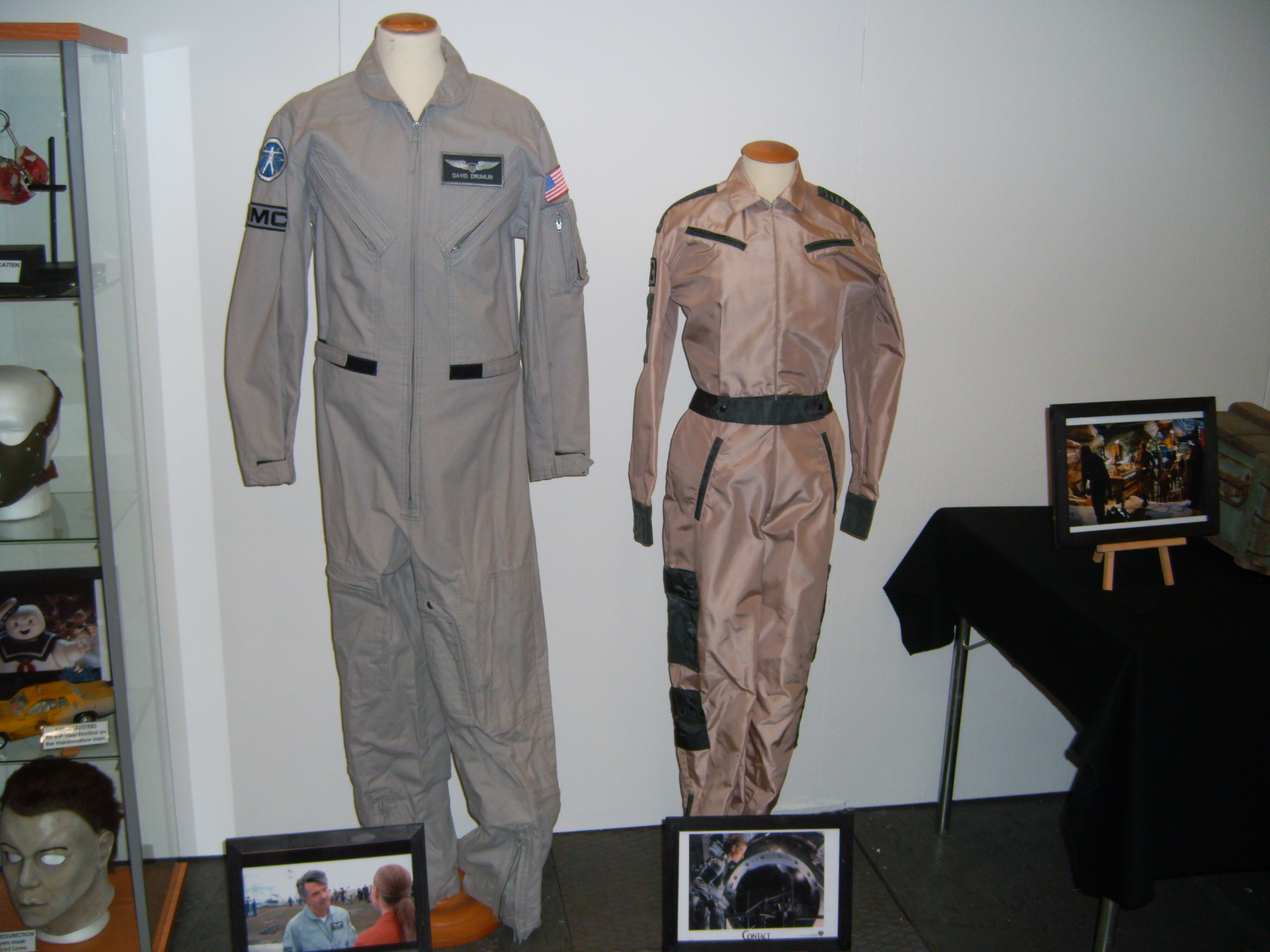
Kostüme von Tom Skerritt und Jodie Foster im Film Contact (1997)

Johnston begann im Filmgeschäft 1978  als Assistentin der Kostümdesigner. Ab 1987 war sie dann selbst verantwortlich als Kostümdesignerin, wobei sie diese Funktion das erste Mal für den Horrorfilm Hellraiser – Das Tor zur Hölle ausübte. In den Jahren 1989 und 1990 entwarf Johnston die Kostüme zu Indiana Jones und der letzte Kreuzzug, Zurück in die Zukunft II und III und wurde daraufhin 1991 für drei Saturn Awards nominiert. Sie arbeitete mit Steven Spielberg und Robert Zemeckis bereits siebenmal zusammen. Im Jahr 2009 erhielt sie eine weitere Nominierung für den Saturn Award, aufgrund ihres Kostümdesigns für die Filmbiografie Operation Walküre – Das Stauffenberg-Attentat. 2012 wurde Johnston für das Filmdrama Lincoln engagiert. Für ihre Arbeit erhielt sie ein Jahr später eine BAFTA-Award-Nominierung und ihre erste Oscar-Nominierung in der Kategorie Bestes Kostümdesign. Je eine weitere Oscar- und BAFTA-Nominierung erhielt Johnston für Allied – Vertraute Fremde (2016).

## Filmografie (Auswahl)
- 1978: Tod auf dem Nil (Death on the Nile)
- 1981: Die Geliebte des französischen Leutnants (The French Lieutenant’s Woman)
- 1982: Das Böse unter der Sonne (Evil Under the Sun)
- 1984: Indiana Jones und der Tempel des Todes (Indiana Jones and the Temple of Doom)
- 1985: Die Farbe Lila (The Color Purple)
- 1985: Jenseits von Afrika (Out of Africa)
- 1987: Hellraiser – Das Tor zur Hölle (Hellraiser)
- 1988: Falsches Spiel mit Roger Rabbit (Who Framed Roger Rabbit)
- 1989: Indiana Jones und der letzte Kreuzzug (Indiana Jones and the Last Crusade)
- 1989: Zurück in die Zukunft II (Back to the Future Part II)
- 1990: Zurück in die Zukunft III (Back to the Future Part III)
- 1992: In einem fernen Land (Far and Away)
- 1992: Der Tod steht ihr gut (Death Becomes Her)
- 1994: Forrest Gump
- 1995: French Kiss
- 1997: Contact
- 1998: Der Soldat James Ryan (Saving Private Ryan)
- 1999: The Sixth Sense
- 2000: Unbreakable – Unzerbrechlich (Unbreakable)
- 2000: Cast Away – Verschollen (Cast Away)
- 2002: About a Boy oder: Der Tag der toten Ente (About a Boy)
- 2003: Tatsächlich… Liebe (Love Actually)
- 2004: Der Polarexpress (The Polar Express)
- 2005: Krieg der Welten (War of the Worlds)
- 2005: München (Munich)
- 2008: Die Geheimnisse der Spiderwicks (The Spiderwick Chronicles)
- 2008: Operation Walküre – Das Stauffenberg-Attentat (Valkyrie)
- 2009: Radio Rock Revolution (The Boat That Rocked)
- 2011: Gefährten (War Horse)
- 2012: Lincoln
- 2013: Jack and the Giants (Jack the Giant Slayer)
- 2015: Mission: Impossible – Rogue Nation
- 2015: Codename U.N.C.L.E. (The Man from U.N.C.L.E.)
- 2016: Allied – Vertraute Fremde (Allied)